# Слезово
Слезово (рос. Слезово) — присілок в Струго-Красненському районі Псковської області Російської Федерації.
Населення становить 2 особи. Входить до складу муніципального утворення Новосельська волость.

## Історія
Від 2015 року входить до складу муніципального утворення Новосельська волость.

## Населення
| 2002 | 2010 | 2011 |
| ---- | ---- | ---- |
| 1    | ↘0   | ↗2   |